# Thomas Atkinson
Thomas Atkinson (1729 – 1798) è stato un architetto inglese noto soprattutto per aver rimodellato Bishopthorpe Palace nello stile del Neogotico.

## Biografia
Della vita di Atkinson si sa poco. La sua attività lavorativa era svolta attorno a York e la casa che vi costruì per sé stesso attorno al 1780 si trova tuttora nel centro della città, all'indirizzo 20, St. Andrewgate.

## Opere principali
- Bishopthorpe Palace, York - rimodellò la facciata e la portineria negli anni '60 del XVIII secolo.
- Sutton Park, North Yorkshire - si ritiene che Atkinson abbia progettato l'edificio, che fu completato nel 1764.[1]
- Bar Convent, York - costruì la cappella (1765-1769) e la facciata principale (1787-1789), oltre ad altre modifiche tra il 1778 e il 1793.
- Terregles House, Terragle, Dumfries, Scozia - costruzione dell'abitazione